# Ban Kenpha
20°31′58″N 103°17′6″Ø / 20.53278°N 103.28500°Ø
Ban Kenpha er en by i Houaphanh-provinsen i det nordlige Laos. Den er forholdsvis lille og er for det meste besøgt af turister og andre folk. Beliggende i midten af Laos  nordøst for Vieng Kham, ikke langt fra Muang Xon.

## Vejr
Ban Kenpha er en dejlig varm by med masser af sol og godt vejr. Der kommer dog også lidt regn og noget vind nogle gange.
| Vejr                     | Temperatur |
| ------------------------ | ---------- |
| Normal maxtemperatur     | 29 grader  |
| Normal mindstetemperatur | 15 grader  |
| Højst målt temperatur    | 33 grader  |
| Lavst målt temperatur    | 13 grader  |